# 上安加拉河
上安加拉河是俄羅斯的河流，位於布里亞特的貝加爾湖以北西伯利亞地區，河道全長438公里，流域面域21,400平方公里，河流從10月底至5月初結冰。